# Trapézio (canção)
Trapézio é uma canção da banda de rock brasileira Pitty, lançado como primeiro single promocional do terceiro álbum de estúdio da banda Chiaroscuro. É também a terceira faixa do lado B do primeiro Disco de vinil do Chiaroscuro (Vinil). A canção recebeu um videoclipe dirigido pelo Ricardo Spencer extraído do DVD Chiaroscope.

## Videoclipe
O videoclipe ocorre dentro de um banheiro, onde está toda a banda, Pitty está em uma banheira enquanto o baterista Duda toma banho no chuveiro, onde aparece totalmente nu atrás de um box transparente ao lado da cantora. Enquanto Martin fica lixando as unhas e Joe tocando violão na vaso sanitário.

## Alinhamento de faixas
| Download digital |            |                |              |         |  |
| N.º              | Título     | Compositor(es) | Produtor(es) | Duração |  |
| 1.               | "Trapézio" | Pitty          | Pitty        | 2:46    |  |